# Edward L. Hamilton

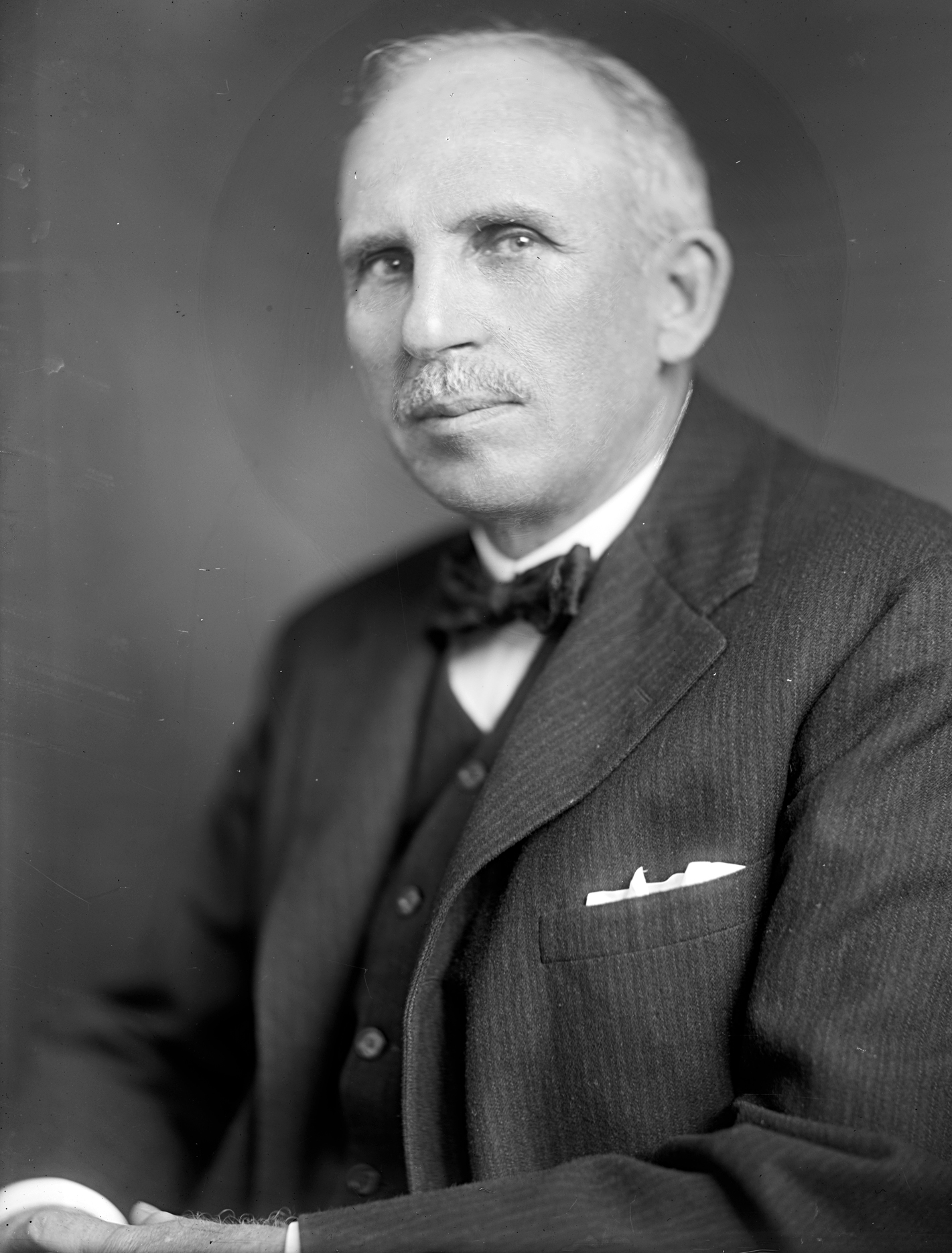
Edward L. Hamilton

Edward La Rue Hamilton (* 9. Dezember 1857 in Niles, Berrien County, Michigan; † 2. November 1923 in St. Joseph, Michigan) war ein US-amerikanischer Politiker. Zwischen 1897 und 1921 vertrat er den Bundesstaat Michigan im US-Repräsentantenhaus.

## Werdegang
Edward Hamilton besuchte die öffentlichen Schulen seiner Heimat einschließlich der Niles High School, die er im Jahr 1876 absolvierte. Nach einem anschließenden Jurastudium und seiner im Jahr 1884 erfolgten Zulassung als Rechtsanwalt begann er in Niles in seinem neuen Beruf zu arbeiten.
Politisch war Hamilton Mitglied der Republikanischen Partei. Bei den Kongresswahlen des Jahres 1896 wurde er im vierten Wahlbezirk von Michigan in das US-Repräsentantenhaus in Washington, D.C. gewählt, wo er am 4. März 1897 die Nachfolge von Henry F. Thomas antrat. Nach elf Wiederwahlen konnte er bis zum 3. März 1921 zwölf Legislaturperioden im Kongress absolvieren. In diese Zeit fielen unter anderem der Spanisch-Amerikanische Krieg und der Erste Weltkrieg. Außerdem wurden der 16., der 17., der 18. und der 19. Verfassungszusatz im Kongress beraten und verabschiedet. Zwischen 1903 und 1911 war Edward Hamilton Vorsitzender des Ausschusses, der sich mit den amerikanischen Territorien befasste.
Im Jahr 1920 verzichtete Hamilton auf eine weitere Kongresskandidatur. Nach seinem Ausscheiden aus dem US-Repräsentantenhaus praktizierte er in St. Joseph als Anwalt. Dort ist er am 2. November 1923 auch verstorben. Er wurde in Niles beigesetzt.